# Portraits de la famille Wertheimer
Pour les articles homonymes, voir Wertheimer.

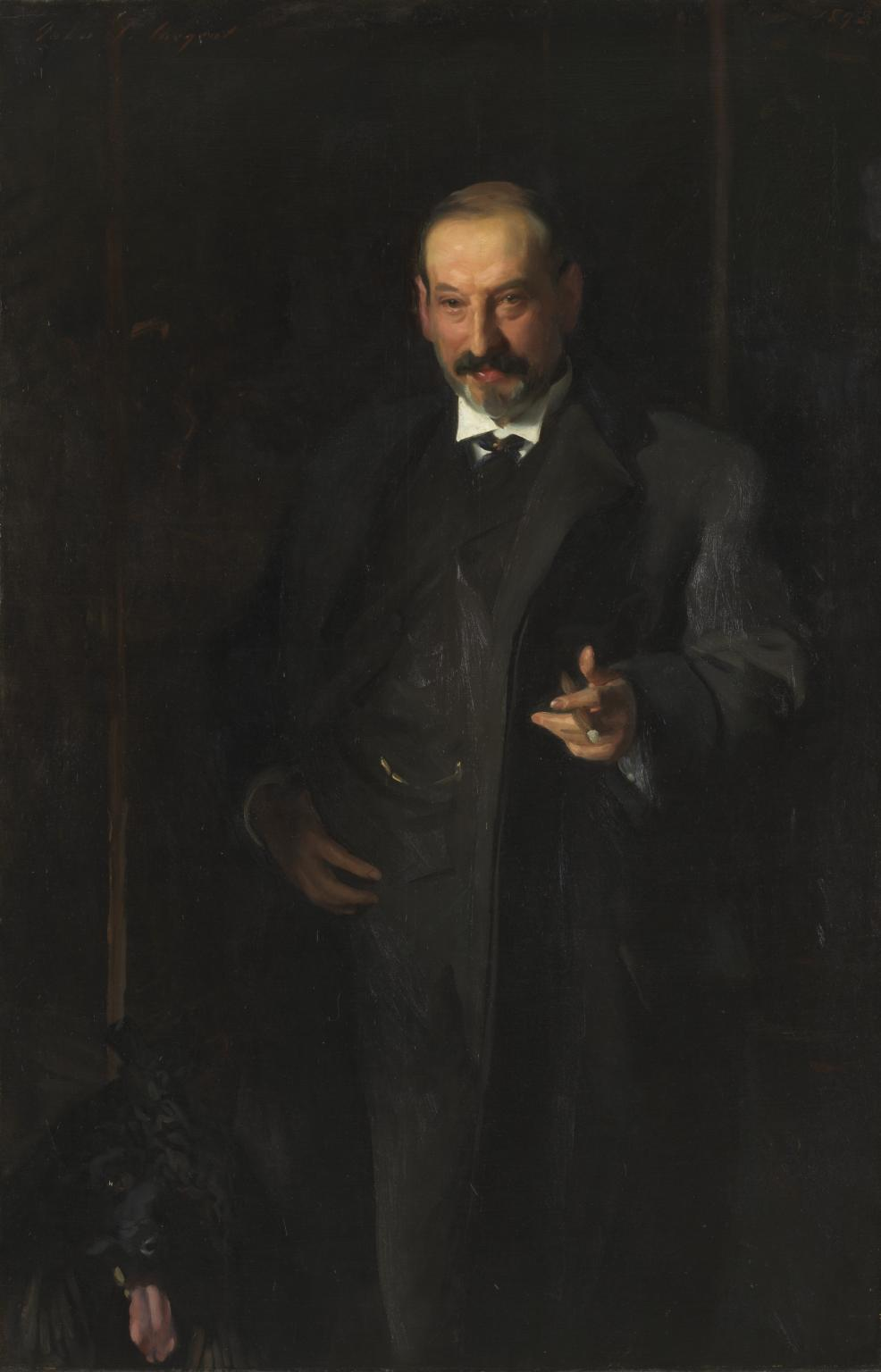
Portrait d'Asher Wertheimer, par John Singer Sargent (1898), Tate Britain. Tableau présenté à l'Exposition universelle de 1900 à Paris.

Les Portraits de la famille Wertheimer sont une série de douze toiles réalisées par le peintre américain John Singer Sargent de 1898 à 1908, à Londres. Il s'agit d'une commande du marchand d'art Asher Wertheimer.

## Présentation
Asher Wertheimer (1844-1918), marchand d'art qui possède une galerie au 158, New Bond Street, à Londres, appartient à la famille Wertheimer. Il compte Samson Wertheimer parmi ses ancêtres, ainsi que les familles Gompert et Oppenheimer. Son père est un marchand d'art juif allemand qui a réussi dans les milieux artistiques londoniens. Sa femme, née Flora Joseph, est également la fille d'un marchand d'art. Ils vivent au 8, Connaught Place, près de Hyde Park.
Initialement, les deux époux souhaitent que Sargent réalise leurs deux portraits, en pendants, pour fêter leurs noces d'argent. Puis, séduits par le résultat, ils lui demandent de peindre leurs nombreux enfants. Cette commande de douze tableaux est la plus importante qu'ait reçue Sargent de la part d'un même client. Des liens d'amitié se nouent entre le peintre et ses modèles, au point qu'une place lui est réservée à la table familiale. Huit des douze portraits trônent dans leur salle à manger, surnommée affectueusement Sargent's mess (le « mess du sergent »). De son côté, l'intéressé se dit atteint de « wertheimérisme chronique ».
L'une des filles d'Asher Wertheimer, « Ena » (Helena), fait partie du Bloomsbury Group. Elle-même est peintre et tient une galerie d'art. Le portrait de 1905 est exécuté à l'occasion de son mariage avec Robert Mathias (1874-1961). Le sous-titre du tableau, A vele gonfie, signifie en italien « toutes voiles dehors ». Sargent se sent particulièrement proche d'Ena et de sa sœur cadette Almina. Le portrait d'Almina, peint en 1908, est le dernier de la série. Représentée dans un style orientalisant, elle tient un sarod prêté par l'artiste.

## Conservation
Après la mort d'Asher Wertheimer en 1918 puis de sa femme en 1922, les tableaux sont remis à l'État britannique, conformément à la volonté des deux collectionneurs. Ils sont brièvement conservés à la National Gallery, puis à la Tate Gallery. L'exposition de neuf des douze portraits à la Tate, en 1926, rencontre auprès du public un accueil défavorable où l'historienne d'art Kathleen Adler voit une forme d'antisémitisme, les Wertheimer étant des marchands juifs qui ne pouvaient se prévaloir des mêmes origines nobles que les personnages habituellement représentés dans ce type de portraits.
C'est à la Tate que Giuseppe Tomasi di Lampedusa peut voir les tableaux pendant l'été 1927. Son jugement est élogieux quant au rendu psychologique des personnages, qui lui paraissent antipathiques ; il estime entre autres qu'Asher Wertheimer a des allures de forban.
Les douze toiles se trouvent aujourd'hui dans différents musées. Elles ont été réunies pour une exposition au Musée juif de New York en 1999-2000.

## Galerie

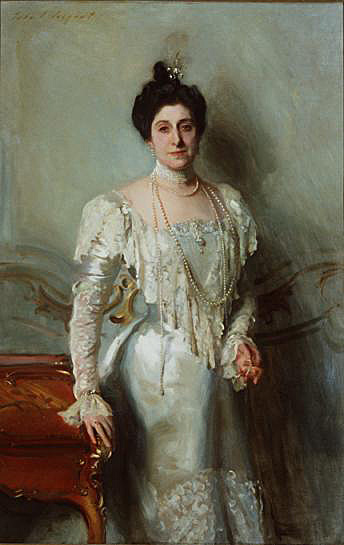
Mme Asher Wertheimer (v. 1898), Musée d'art de La Nouvelle-Orléans
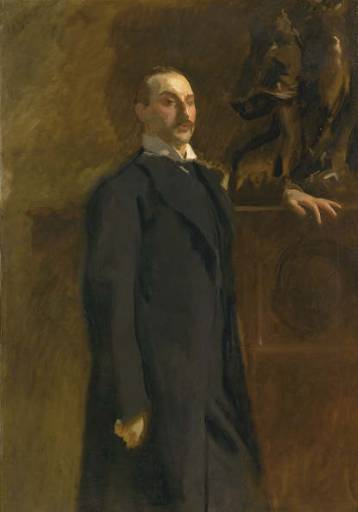
Edward Wertheimer (v. 1900)
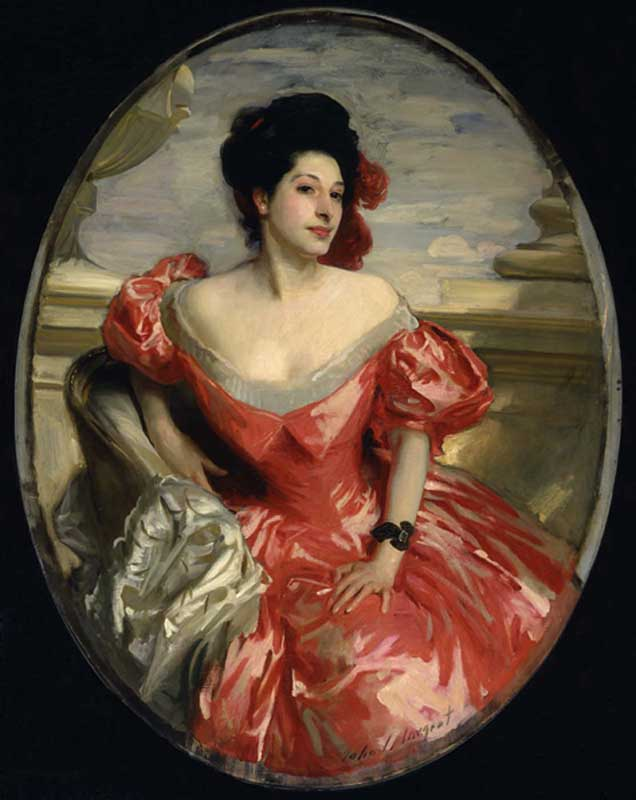
Betty Wertheimer (v. 1900)
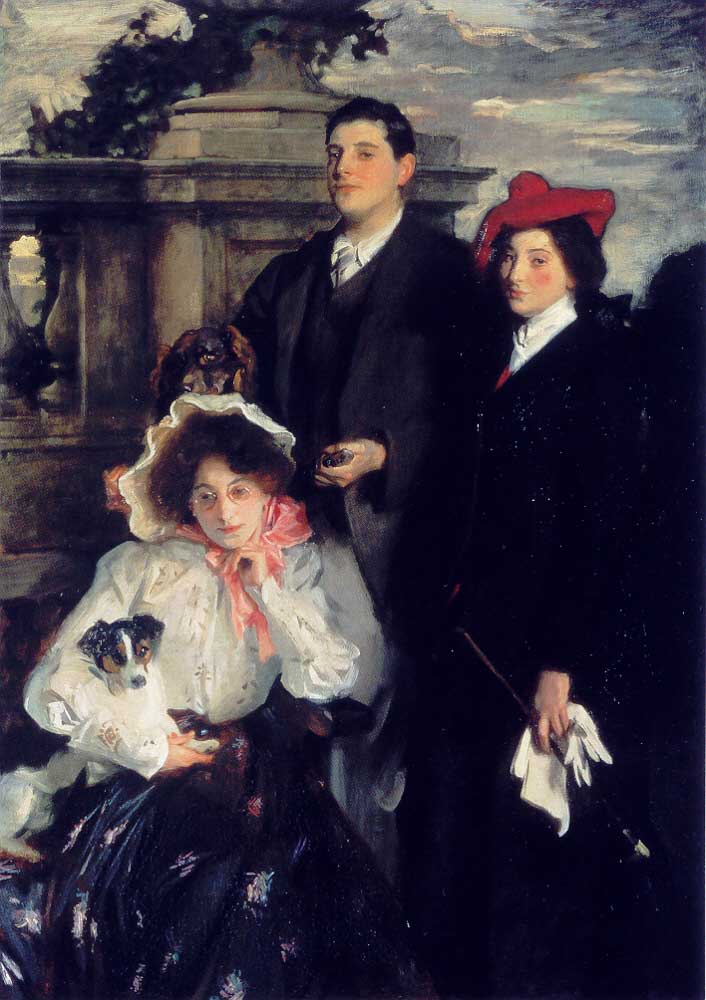
Conway, Almina et Hylda Wertheimer (v. 1900)
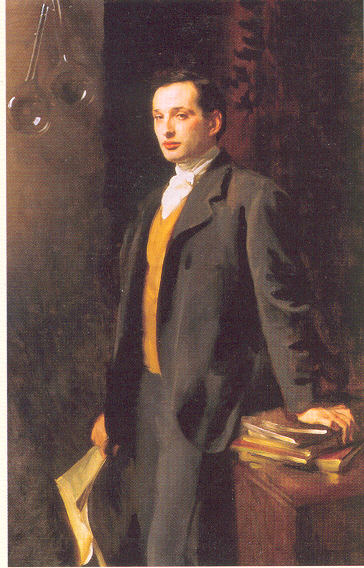
Alfred Wertheimer (1901)
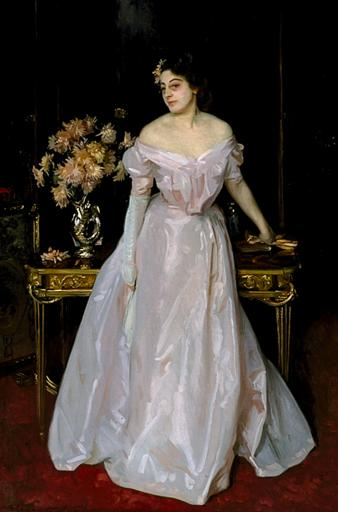
Hylda Wertheimer (1901)
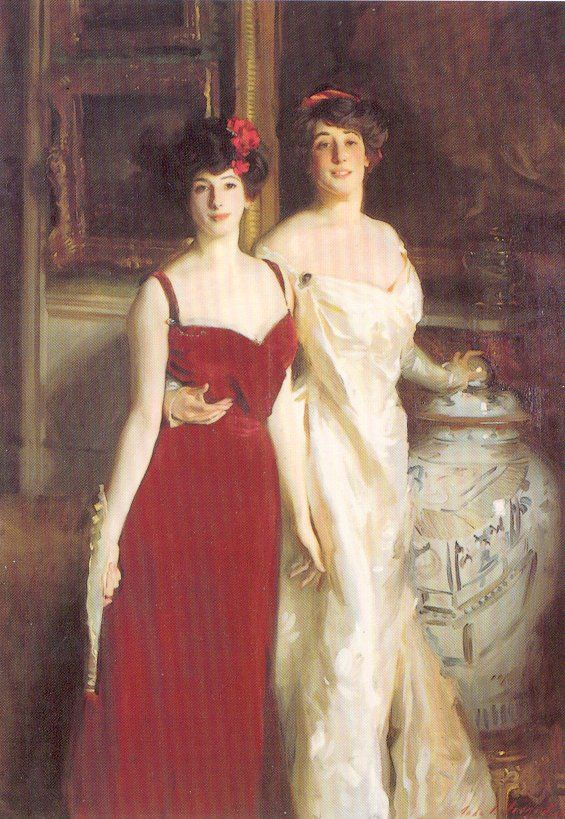
Ena et Betty Wertheimer (1901)
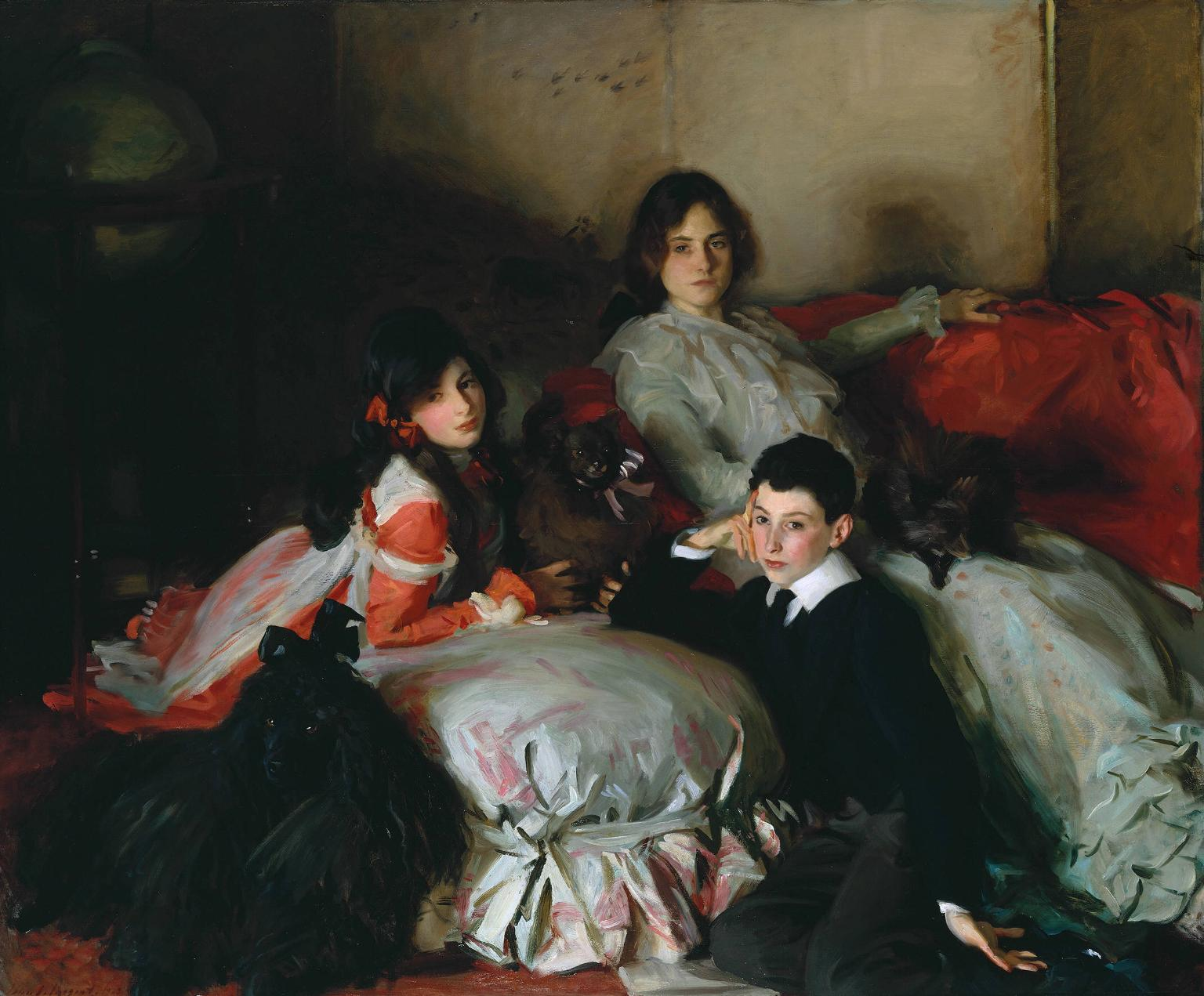
Essie, Ruby et Ferdinand Wertheimer (1902), Tate Britain
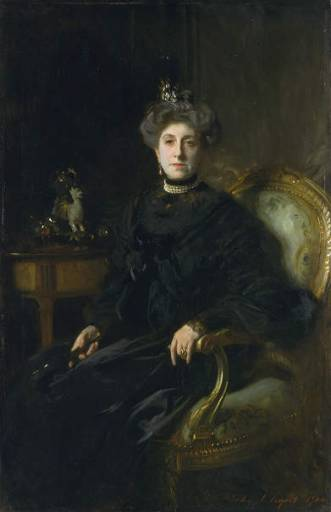
Mme Asher Wertheimer (1904)
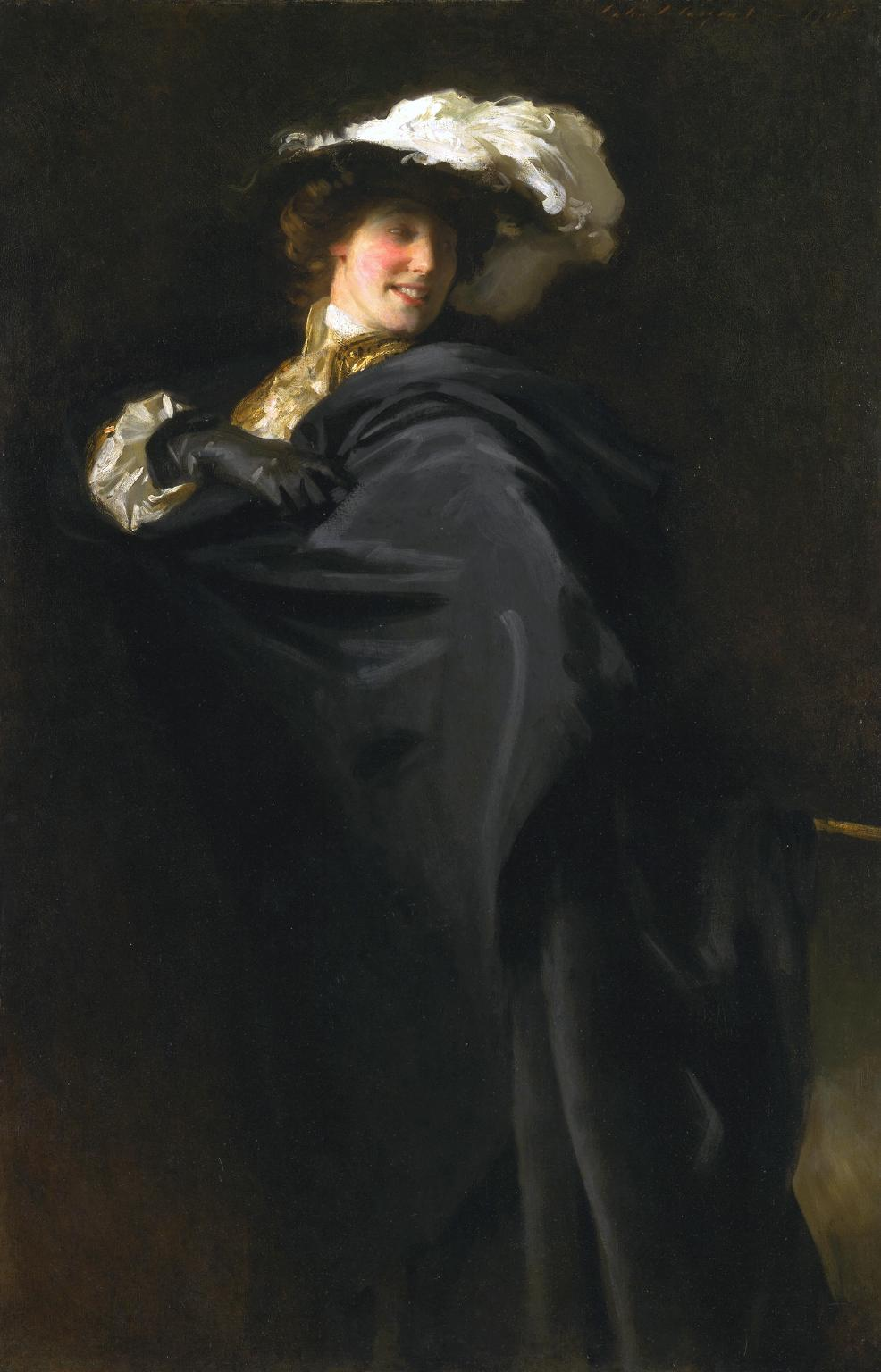
Ena Wertheimer, "a vele gonfie" (1905)
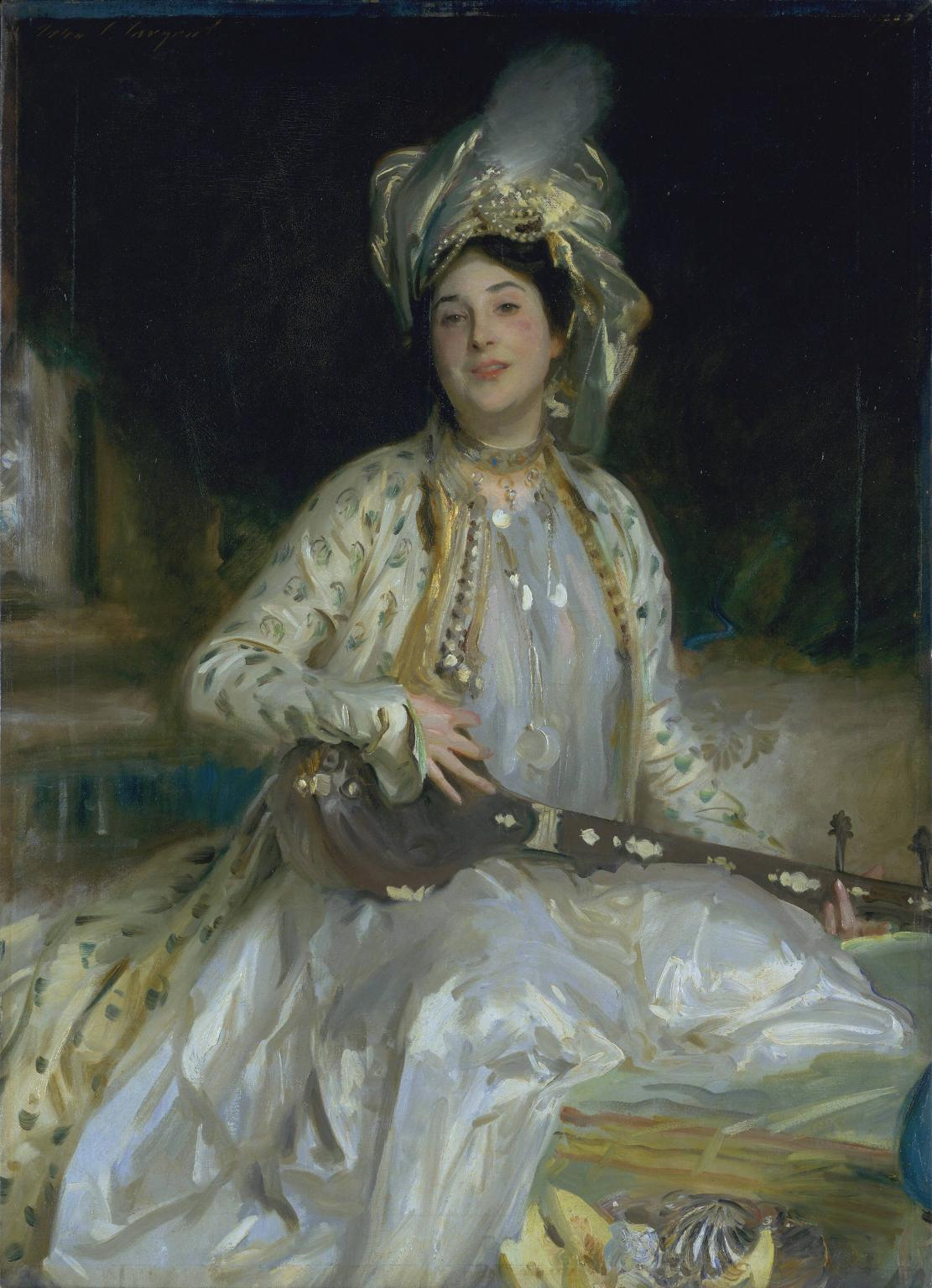
Almina Wertheimer, huile sur toile (1908), Tate Britain